# Tambor do oceano
O Tambor do Oceano (Em Inglês: Ocean Drum) é um instrumento musical de percussão, que pode produzir sons que soam como as ondas quebrando na praia